# Colden Common
Colden Common is een civil parish in het bestuurlijke gebied Winchester, in het Engelse graafschap Hampshire met 558 inwoners.